# Fred Hopkins
Fred Hopkins (Chicago, 10 oktober 1947 - aldaar, 7 januari 1999) was een Amerikaanse jazzcontrabassist, die een belangrijke rol speelde in de ontwikkeling van de avant-garde jazzbeweging. Hij werd vooral bekend door zijn samenwerking met het trio Air met Henry Threadgill en Steve McCall en voor zijn talrijke optredens en uitgebreide opnamen met grote jazzmuzikanten als Muhal Richard Abrams, Arthur Blythe, Oliver Lake en David Murray. Hij was lid van de AACM en een frequente deelnemer in het loftjazzcircuit van de jaren 1970. Hij leidde ook een aantal albums met de componist en cellist Diedre Murray.

## Biografie
Hopkins werd geboren in Chicago, Illinois en groeide op in een muzikaal gezin, waar hij van jongs af aan naar een grote verscheidenheid aan muziek luisterde. Hij ging naar de DuSable High School, waar hij muziek studeerde onder 'Captain' Walter Dyett, die bekend werd door zijn mentorschap en het opleiden van muzikanten. Hij werd oorspronkelijk geïnspireerd om cello te leren na het zien van een optreden van Pablo Casals op televisie, maar kreeg van Dyett te horen dat hij bas moest spelen omdat de school geen cello had. Na zijn afstuderen aan de middelbare school werkte hij in een supermarkt, maar werd door Dyett en andere vrienden aangemoedigd om serieuzer met muziek om te gaan. Hij begon al snel te spelen met het Civic Orchestra of Chicago, waar hij de eerste ontvanger was van de Charles Clark Memorial Scholarship en studeerde bij Joseph Gustafeste, destijds eerste bassist van het Chicago Symphony Orchestra, evenals het oppakken van pianoduo-optredens. Halverwege de jaren 1960 woonde Hopkins een concert bij van AACM-leden in Hyde Park en was geïntrigeerd. Hij begon ook te spelen met Kalaparusha Maurice McIntyre, met wie hij zijn eerste opname zou maken in 1970 (Forces and Feelings) en begon serieuzer te worden over improvisatie, spelend met Muhal Richard Abrams' Experimental Band en andere verwante groepen. Hopkins verklaarde dat een grote inspiratiebron in die tijd het horen van John Coltrane's Coltrane's Sound was.
In de vroege jaren 1970 vormde hij het trio Reflection met saxofonist Henry Threadgill en drummer Steve McCall. In 1975 verliet hij, net als veel andere freejazzmuzikanten, Chicago en verhuisde naar New York, waar hij zich al snel hergroepeerde met Threadgill en McCall, die daar rond dezelfde tijd ook naartoe verhuisden. Ze noemden hun trio Air en gingen op tournee en namen uitgebreid op. Hij trad ook toe tot de AACM, verdiepte zich in het loftscircuit van New York en kreeg in de daaropvolgende decennia steeds meer erkenning door optredens met Roy Haynes en optredens en opnames met artiesten als Muhal Richard Abrams, Hamiet Bluiett, Peter Brötzmann, Anthony Braxton, Marion Brown, Arthur Blythe, Oliver Lake, Bobby McFerrin, James Newton, John Tchicai, David Murray, Diedre Murray, Tom Varner en Don Pullen, evenals met verschillende bands onder leiding van Threadgill. Bovendien was Hopkins twintig jaar (van 1976 tot 1996) nauw verbonden met de verschillende formaties van David Murray, zoals te horen op het album Special Quartet (1990).
In 1997 verhuisde hij terug naar Chicago, waarin hij verklaarde dat hij moe werd van de stress van het leven in New York en werd herenigd met tien broers en zussen en 35 neven en nichten. Hij bleef optreden, toeren en opnemen met een breed scala aan muzikanten.
In 1999, kort voor zijn overlijden, werkte hij nog mee bij de opname van het album Rising Daystar van Malachi Thompson.
Hopkins speelde een belangrijke rol bij de ontwikkeling van de creative jazz.

## Overlijden
Fred Hopkins overleed in januari 1999 op 52-jarige leeftijd aan een hartaandoening in het University of Chicago Hospital. 

## Discografie
- 1980: Tom Varner: Tom Varner Quartet (Soul Note)
- 1981: Jemeel Moondoc: Judy's Bounce (Soul Note)
- 1983: Craig Harris: Black Bone (Soul Note)
- 1984: Oliver Lake: Expanable Language (Black Saint)
- 1991: Peter Brötzmann: Songlines (FMP)
- 1993: Bern Nix: Alarms and Excursions (New World)
- 1993: Michael Marcus: Here At! (Soul Note)
- 1997-1999: Malachi Thompson: Rising Daystar (Delmark)
- David Murray: Flowers for Albert (India Nav.,1976), Sweet Lovely (Black Saint, 1979), In Our Style(DIW, 1986), Lovers, Tenors, Spirituals, Ballads (alle DIW, 1988), David Murray/James Newton Quartet (DIW, 1991), Dark Star (Astor, 1996)
- Don Pullen: Warriors (Black Saint, 1979), The Sixth Sense (Black Saint, 1985)

- Bibliothèque nationale de France: cb13895318x (data)
- Gemeinsame Normdatei: 134729986
- International Standard Name Identifier: 0000 0000 5514 8441
- Library of Congress Control Number: nr89016199
- MusicBrainz: aa79192b-162c-4962-ae56-382779e63898
- Nationale Bibliotheek van Israël: 987007344400305171
- Nederlandse Thesaurus van Auteursnamen: 073949981
- Réseau des bibliothèques de Suisse occidentale: 02-A008644839
- SNAC: w69q6mfd
- Système universitaire de documentation: 159839386
- Virtual International Authority File: 64192018
- WorldCat: E39PBJwRRRTTxxFmXFkfpBBkjC